# Míriam Blasco

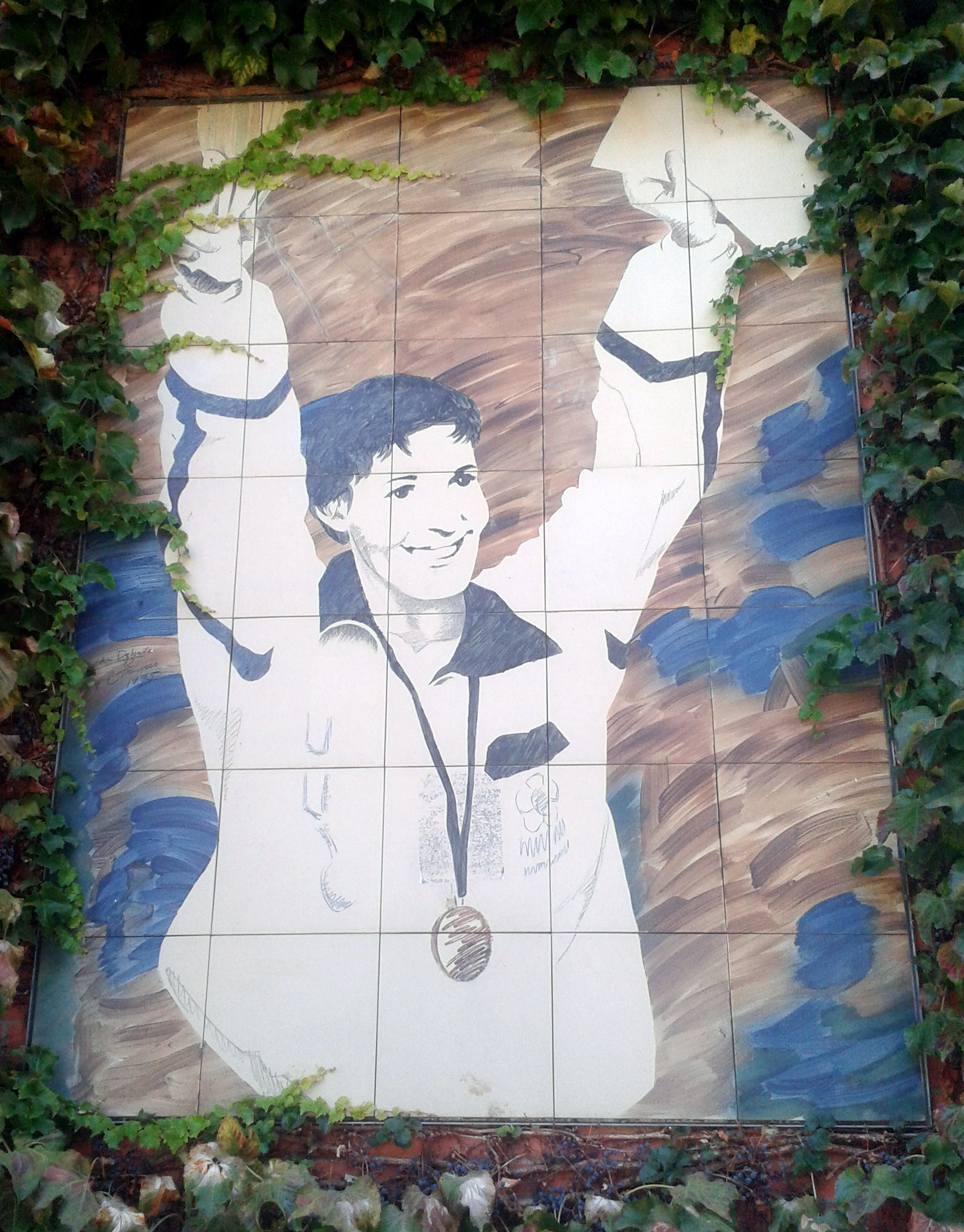
Miriam Blasco. Wandgemälde vor dem Sportzentrum in Valladolid

Míriam Guadalupe Blasco Soto (* 12. Dezember 1963 in Valladolid) ist eine ehemalige spanische Judoka und Politikerin der Partido Popular.

## Leben
Bei den Olympischen Sommerspielen 1992 in Barcelona gewann sie die Goldmedaille in der Gewichtsklasse bis 56 Kilogramm. Bei den Judo-Weltmeisterschaften erreichte sie 1989 in Belgrad die Bronzemedaille und 1991 in Barcelona die Goldmedaille. Bei den Judo-Europameisterschaften gewann sie insgesamt fünf Medaillen, darunter 1991 in Prag die Goldmedaille.
Nach dem Ende ihrer sportlichen Karriere engagierte sich Blasco in der Politik und wurde Mitglied der Partido Popular. Als Senatorin saß sie für ihre Partei von 2000 bis 2012 im Spanischen Senat. Blasco ist mit der britischen Judoka Nicola Fairbrother verheiratet und wohnt in Alicante.